# Port lotniczy Tehini
Port lotniczy Tehini – krajowy port lotniczy położony w Bouna na Wybrzeżu Kości Słoniowej.